# Alphonse-François Renard
Alphonse-François Renard (* 27. September 1842 in Renaix; † 9. Juli 1903 in Brüssel) war ein belgischer Petrologe, Mineraloge und Geologe.
Renard begann in Rom eine beabsichtigte Karriere als katholischer Geistlicher. 1866 bis 1869 war er Aufseher im Collège de la Paix in Namur. Ab 1870 studierte er nach Eintritt in den Orden auf der Jesuitenschule in Maria Laach Philosophie und Naturwissenschaften, wobei sein Interesse für die Gesteine der umgebenden Eifel erwachte. 1874 bis 1882 (Rücktritt) war er Professor für Chemie und Geologie am Jesuitenkolleg in Löwen. Außerdem wurde er Kurator am Naturhistorischen Museum in Brüssel. 1888 wurde er Professor für Geologie, Mineralogie und Paläontologie an der Universität Gent, was er bis zu seinem Tod blieb. Er wurde zwar 1877 zum Priester geweiht, trat aber 1883 aus dem Jesuitenorden aus. 1901 trat er ganz aus der katholischen Kirche aus.
1876 veröffentlichte er ein Buch über die Mineralogie und Stratigraphie magmatischer Gesteine Belgiens und der Ardennen mit Charles Louis de la Vallée-Poussin. Er befasste sich mit metamorphen Gesteinen insbesondere in Belgien und mit der geologischen Auswertung der Challenger-Expedition zusammen mit John Murray (veröffentlicht im offiziellen Report der Expedition 1891). Daraus ergaben sich auch Erkenntnisse über Manganknollen auf dem Meeresboden, der Bildung zeolithischer Kristalle auf dem Meeresboden bei Temperaturen um Null Grad Celsius oder darunter und der Ablagerung kosmischen Staubs.
1900 erschien sein Lehrbuch Notion de Minéralogie.
Er war Ehrenmitglied der Mineralogical Society of Great Britain and Ireland. Seit 1882 war er korrespondierendes und seit Dezember 1898 volles Mitglied der Académie royale des Sciences, des Lettres et des Beaux-Arts de Belgique. 1885 erhielt er die Bigsby Medal der Geological Society of London. 1886 wurde er zum Ehrenmitglied (Honorary Fellow) der Royal Society of Edinburgh gewählt. Eine Straße im Brüsseler Stadtteil Ixelles ist nach ihm benannt. Gleiches gilt für die Renard-Insel, das Kap Renard und das False Cape Renard in der Antarktis.
Er war Mitglied der Freimaurerloge Les Amis Philanthropes.
1902 heiratete er.